# Firehouse
Firehouse is een Amerikaanse film uit 1987 geregisseerd door J. Christian Ingvordsen. De hoofdrollen worden vertolkt door Gianna Ranaudo en Craig Mitchell.

## Verhaal
Een slechte zakenman steekt oude woningen in brand. Tegelijkertijd zijn drie vrouwen afgestudeerd aan de brandweerschool. Ze zijn dus meer dan welkom bij de brandweer, maar worden lastiggevallen en geplaagd door de brandweermannen. Ze vechten terug maar ze moeten ook de mysterieuze brandstichtingen weten te stoppen.

## Rolverdeling
| Acteur            | Personage          |
| ----------------- | ------------------ |
| Gianna Ranaudo    | Barrett Hopkins    |
| Craig Mitchell    | Bummy              |
| Martha Peterson   | Shannon Murphy     |
| Renee Raiford     | Violet Brown       |
| Gideon Fountain   | John Anderson      |
| Peter Mackenzie   | Dickson Willoughby |
| Joe Viviani       | Lt. Wally          |
| Jonathan Mandell  | Timmy Ryan         |
| Parnes Cartwright | Darnell Fibbs      |
| Peter Onorati     | Ron J. Sleek       |

## Trivia
- Firehouse is het filmdebuut van Julia Roberts.